# Nicolas Schöffer

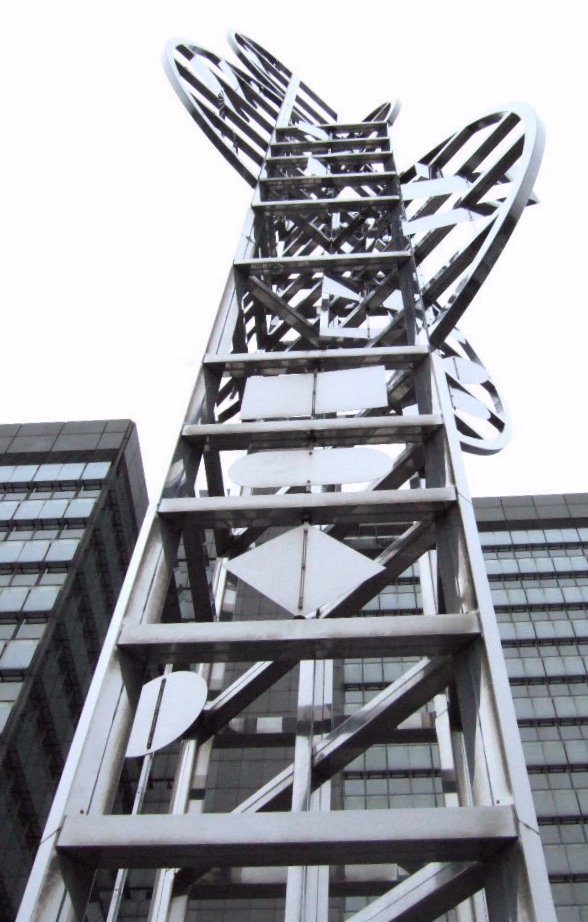
Chronos 15 – Stadthaus (Bonn)

Besetzungszettel der Uraufführung von „Kyldex I“ 1973

Nicolas Schöffer (* 6. September 1912 in Kalocsa, Königreich Ungarn; † 8. Januar 1992 in Paris) war ein französischer Bildhauer und Plastiker ungarischer Herkunft. Er gilt als Vater der kybernetischen Kunst. Ab 1981 war Schöffer Mitglied der Académie des Beaux-Arts.

## Leistungen
Nicolas Schöffer arbeitete mit verschiedenen Elementen der Dynamik:
- seit 1948: Spatiodynamik (Integration des Raumes in die Skulptur)
- seit 1957: Luminodynamik (Integration von Licht, Musik, Film, …)
- seit 1959: Chronodynamik (Konzentration auf die Zeit)

## Werke
- Nicolas Schöffer war Teilnehmer der documenta II (1959) und der documenta III im Jahr 1964 in Kassel.
- Im Jahre 1968 schuf Schöffer der Ausstattung zu Gian Carlo Menottis Oper Hilfe, Hilfe, die Globolinks
- 1973 wurde Kyldex I, kybernetisch luminodynamische Experimente, ein Gemeinschaftswerk mit Pierre Henry und Alwin Nikolais szenisch uraufgeführt.
- Chronos 10B (1980), Europäisches Patentamt, München

## Fotos

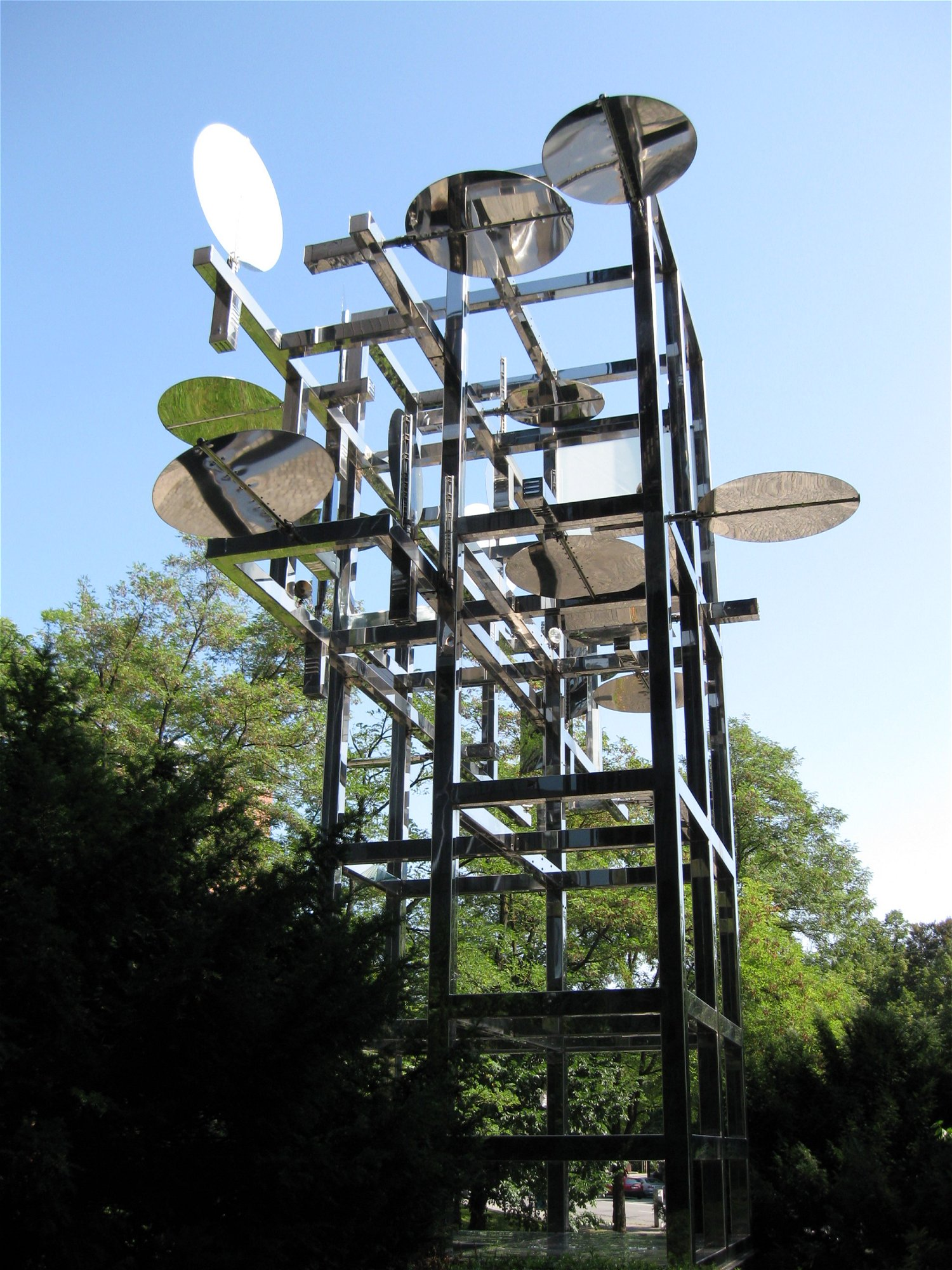
Nicolas Schöffer: Chronos 10B, 1980, Europäisches Patentamt, München
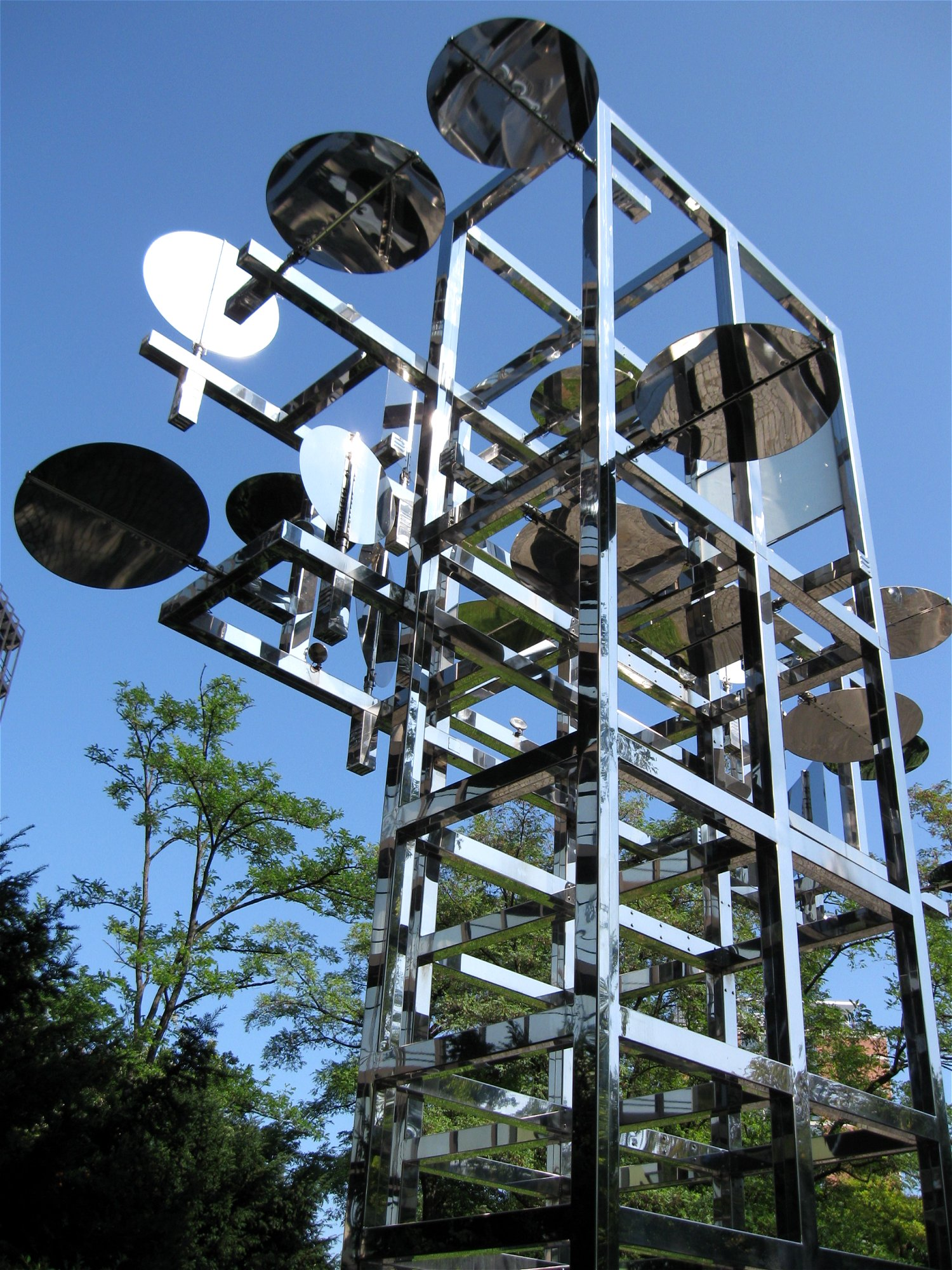
Nicolas Schöffer: Chronos 10B, 1980, Europäisches Patentamt, München
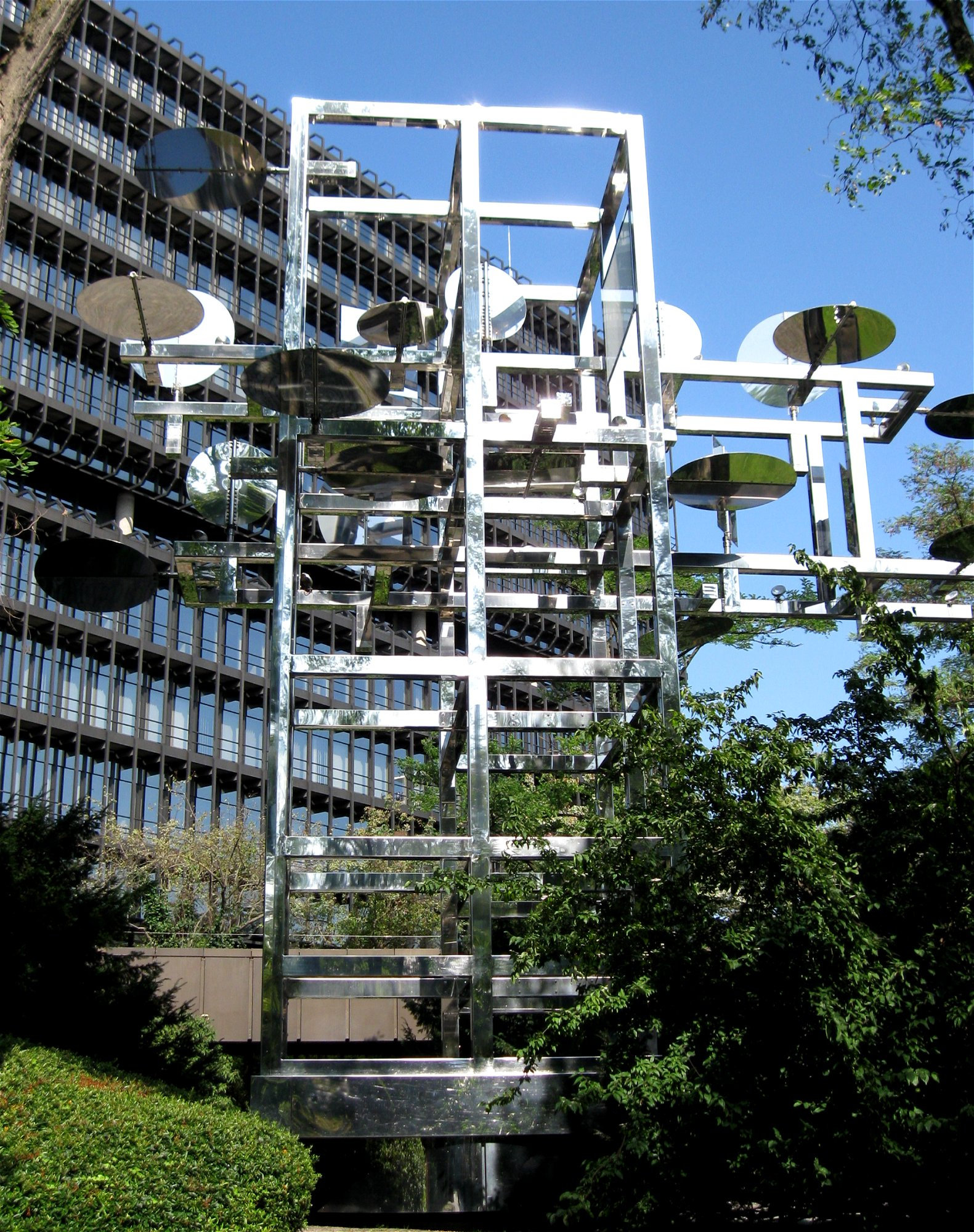
Nicolas Schöffer: Chronos 10B, 1980, Europäisches Patentamt, München
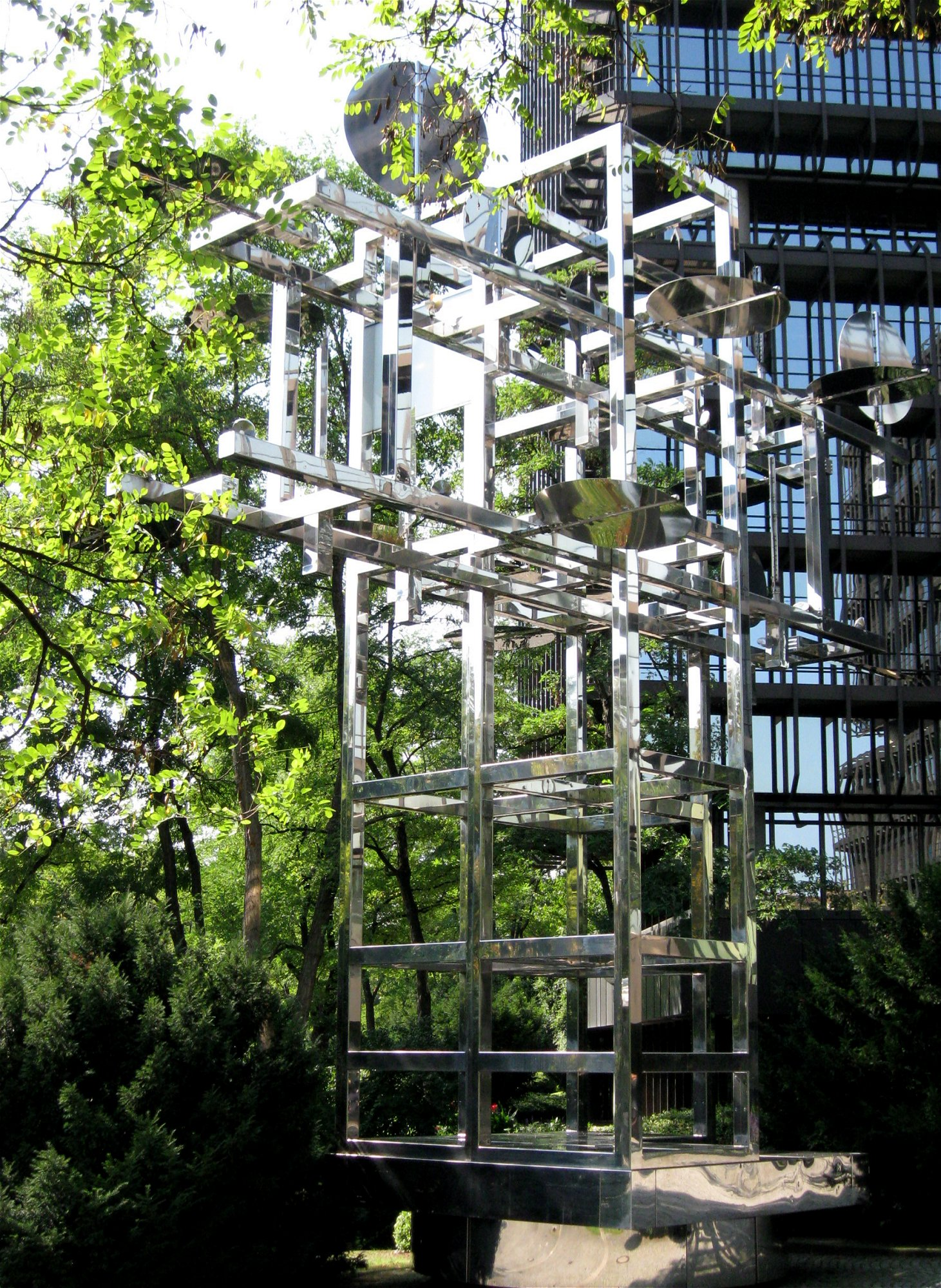
Nicolas Schöffer: Chronos 10B, 1980, Europäisches Patentamt, München